# Mawson Peak
Mawson Peak är en bergstopp på ön Heard Island i södra Indiska oceanen och är med sina 2 745 meter över havet Australiens högsta punkt. Mawson Peak är toppen av Big Ben-massivet och är en aktiv sammansatt vulkan, vars senaste utbrott inträffade i januari 2016.
Bergstoppen är uppkallad efter den brittiske polarforskaren Douglas Mawson.